# Hansmartin Eberhardt

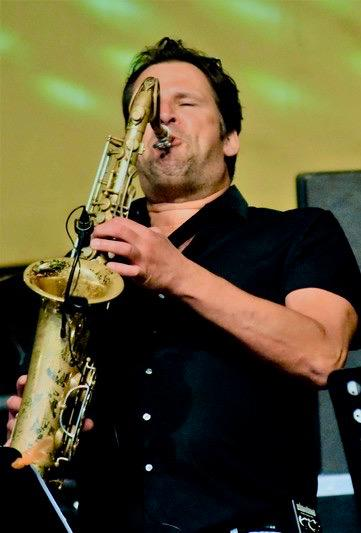
Hansmartin Eberhardt auf dem Galgenberg-Festival in Aalen (2017)

Hansmartin Eberhardt (* 28. Juni 1966 in Stuttgart) ist ein deutscher Jazzmusiker (Altsaxophon, Tenorsaxophon, Baritonsaxophon, Klarinette), dessen Schwerpunkte auf Jazz, Blues, Funk, Swing, Soul und Pop liegen.

## Leben und Wirken
Eberhardt erlernte das Saxophonspiel im Alter von elf Jahren beim Musikverein Stetten sowie der örtlichen Musikschule. In der örtlichen LE BigBand unter Leitung von Albi Hefele lernte er den Jazz kennen. Er studierte Jazz und Popularmusik an der Staatlichen Hochschule für Musik und Darstellende Kunst in Stuttgart bei Bernd Konrad und beendete sein Studium 1998 mit dem Diplomabschluss. Er spielte als fester Bestandteil diverser Bands wie The Marvels (Stuttgart), Mardi Gras BB (Mannheim), Al Cat & Roaring Tigers (Stuttgart), Michael Sagmeister Soulticket (Frankfurt), HP Ockert BigBand (Stuttgart), Black Forest Jazz Band sowie LE BigBand bereits in den USA, Frankreich, Schweiz, Österreich, Italien, Belgien, Niederlande, England, Spanien, Polen, Ungarn, Portugal, Kasachstan, Indien, Taiwan, Malaysia, Thailand, Brunei, Jemen, Tansania und Mexiko.
Auch trat Eberhardt bereits mehrfach in Fernsehshows auf, wie zum Beispiel mit Phil Collins (ARD, Erster deutscher Radiopreis), auf Pro7 (Schlag den Raab), mit Michael Bublé (ZDF, Wetten dass?), auf SAT 1 (Nur die Liebe zählt), mit Al Martino (ZDF, Showpalast) und mit Stefanie Heinzmann (RTL, The Dome).
Eberhardt ist ein fester Bestandteil der Stuttgarter Jazz-Szene. In Gruppen wie der Swing Dance Band tritt er in verschiedenen Jazzclubs und auf Festivals auf. Er ist auch auf dem Album Password: I Love Jazz von Gee Hye Lee zu hören. Auch verfasst er Arrangements für etliche Musiker und Bands und lehrt zudem das Saxophonspiel an diversen Musikschulen in Baden-Württemberg.
Im Jahr 2014 tat er als Gastmusiker bei der Stuttgarter Metal-Band "Tieflader" auf und ist auf deren Album "Schreit nach Vergeltung" im Titel "Steh auf" mit seinem Baritonsaxophon zu hören.

## Diskographie (Auswahl)
- Marla Glen Friends (MG Music SK/Universal 2003)
- Torsten Krill Reality Music Vol. 1 (frimfram 2004)
- Michael Sagmeister Soulticket (2006) Acoustic Music Records
- Mardi Grass.BB Von Humboldt Picnic (2010) Hazelwood Records
- Mardi Gras.BB Crime Story Tapes (2012) Hazelwood Records
- HP Ockert Bigband HP/One (HGBS 2012)[3]
- Tieflader "Schreit nach Vergeltung" (Ratzer Records 2014)